# Belrupt
Belrupt (Aussprache [bɛlʁy]) ist eine französische Gemeinde 91 Einwohnern (Stand: 1. Januar 2022) im Département Vosges in der Region Grand Est. Sie gehört zum Arrondissement Neufchâteau und zum Gemeindeverband Les Vosges côté Sud-Ouest. Die Bewohner werden Belruptiens und Belruptiennes genannt.

## Geografie

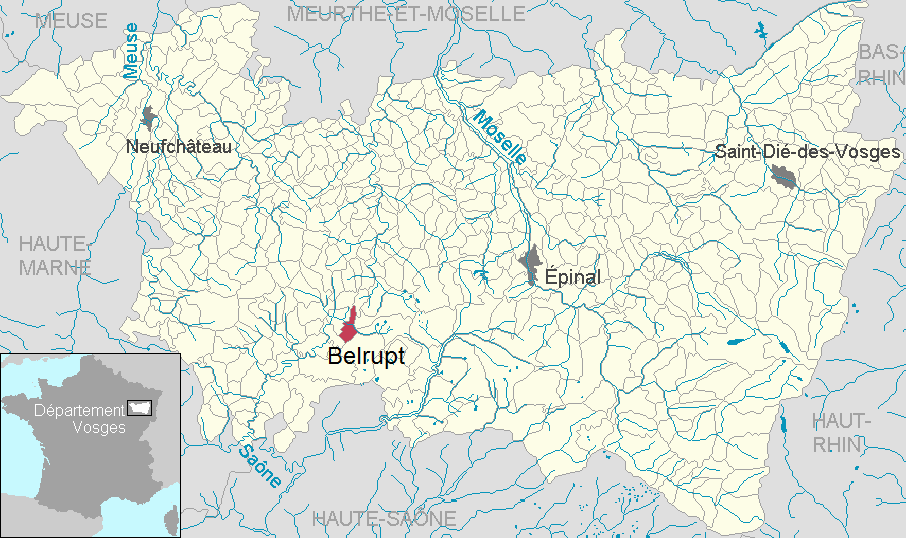
Lage der Gemeinde Belrupt
im Département Vosges

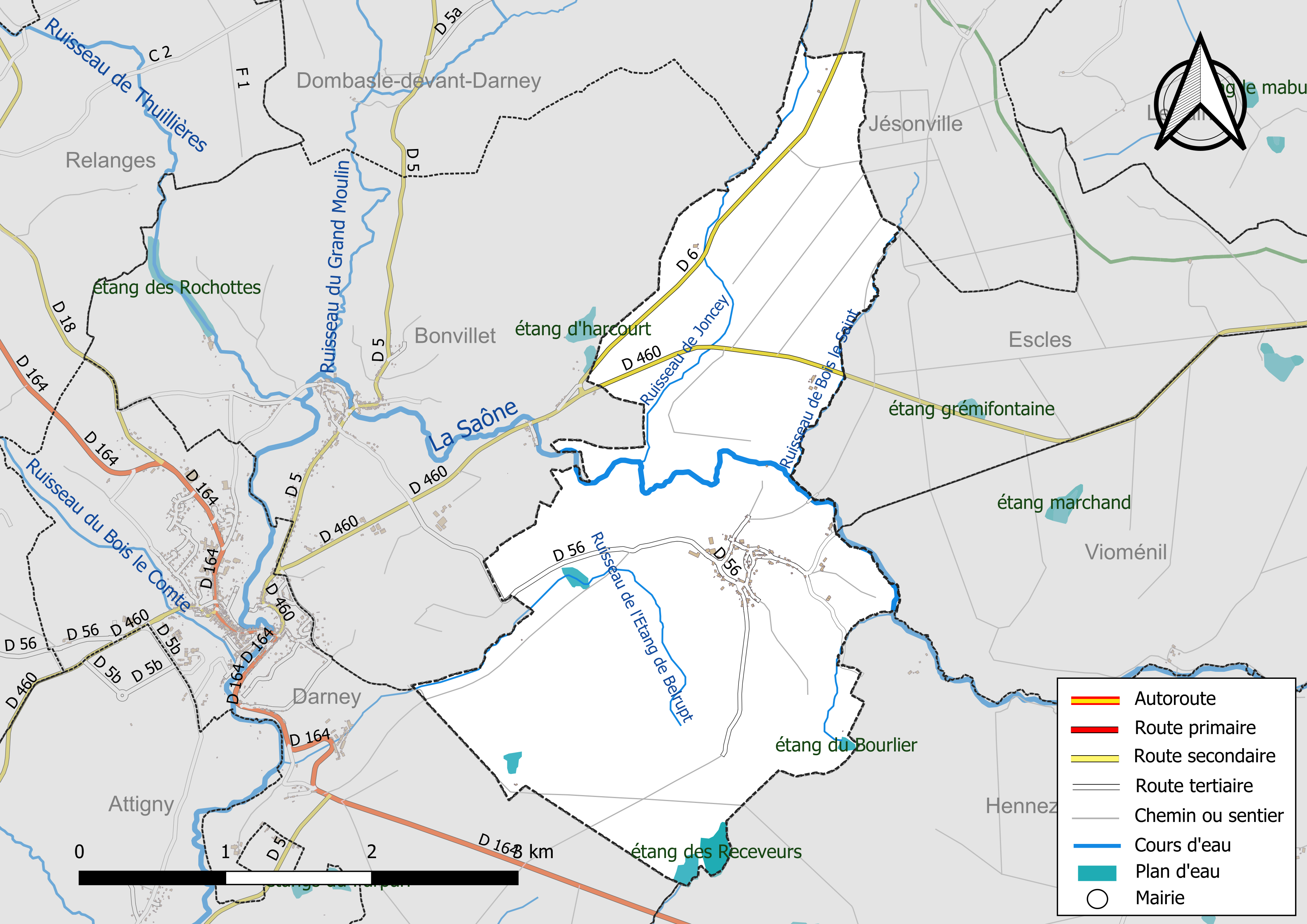
Gewässer und Straßen der Gemeinde

Die Gemeinde befindet sich auf einer durchschnittlichen Höhe von etwa 330 m, etwa 30 Kilometer südwestlich von Épinal und etwa 17 Kilometer südöstlich von Vittel im äußersten Süden Lothringens nahe der Grenze zur Region Franche-Comté.
Das 9,14 km² große Gemeindegebiet liegt auf dem Plateau der Vôge an der oberen Saône, deren Quelle sich in der östlichen Nachbargemeinde Vioménil befindet. Weitere Gewässer im Gemeindegebiet von Belrupt sind die Bergbäche Ruisseau de Brandômont, La Houdine und Ruisseau de l’Étang de Belrupt sowie die Seen Étang Chantrelle, Étang du Bourlier und Étangs des Receveurs. Der weitaus größte Teil des Gemeindeareales gehört zum Forêt Domaniale de Darney, einem der größten zusammenhängenden Mischwaldgebiete in Lothringen. Landwirtschaftliche Nutzflächen finden sich nur um den Kernort, der sich auf einer Rodungsinsel befindet.
Zu Belrupt gehören die Weiler und Höfe Les Abatteux, Le Vieux Moulin und Ferme du Bon Jacques.
Nachbargemeinden von Belrupt sind Dombasle-devant-Darney und Jésonville im Norden, Escles im Nordosten, Vioménil im Osten, Hennezel im Südosten, Darney im Südwesten sowie Bonvillet im Nordwesten.

## Geschichte
Ende des 14. Jahrhunderts tritt der Name Belrupt erstmals urkundlich als einer der Herrensitze der späteren Grafen von Hennezel auf. Auch in der Mitte des 16. Jahrhunderts besaßen die Herren von Hennezel noch Güter in und um Belrupt. Weitere Ländereien um Belrupt gehörten der Herzogin von Lothringen.
Ab 1549 residierte Charles du Tysal, ein Bruder des Grafen von Hennezel, in den Resten einer feudalen Burg, die damals den Dorfmittelpunkt bildete. Außer den Turmfundamenten ist heute nichts mehr von dieser Burg erhalten. Der Burgherr gründete in Belrupt eine Glashütte, von denen es in den dichten Wäldern um Darney zahlreiche gab. An die Glashütten und Köhlereien erinnert heute ein Glasmuseum im nahen Hennezeler Ortsteil Clairey. Der Sohn von Charles de Thysac, Rémy de Thysac, starb 1616. Dessen Sohn, Eric Thysac, war Oberst der Kavallerie und Gefolgsmann Herzog Karls IV. Aus dieser Zeit stammt der silberne Löwe auf blauem Grund – das heutige Gemeindewappen. Der letzte Vertreter aus dem Herrenhaus vor der Französischen Revolution führte den Titel Baron von Belrupt, Bonvillet und Valfroicourt und Graf von Monthureux. 1705 waren die Schulden des Barons so hoch, dass die Gläubiger alle Ländereien einschließlich der hohen Gerichtsbarkeit verkauften. Nutznießer waren unter anderem Francois du Houx aus Viomenil und die Herren von Fauconcourt. 1751 gehörte Belrupt zur Vogtei Darney.
Auf den Grundmauern der alten Burg wurde im 18. Jahrhundert ein Schloss errichtet, wobei der alte Turm erhalten blieb und noch zeitweise als Gefängnis diente.
Die einspurige Bahnlinie, die durch das Gemeindegebiet von Belrupt führt und hier die Saône überquert, wurde 1886 aus militärstrategischen Gründen gebaut. Bis zur Stilllegung 1964 führte sie von Jussey im Département Haute-Saône über Harol nach Darnieulles/Uxegney.

### Bevölkerungsentwicklung
| Jahr      | 1962 | 1968 | 1975 | 1982 | 1990 | 1999 | 2010 | 2021 |
| Einwohner | 146  | 136  | 113  | 103  | 116  | 111  | 107  | 92   |

Im Jahr 1866 wurde mit 430 Bewohnern die bisher höchste Einwohnerzahl ermittelt. Die Zahlen basieren auf den Daten von cassini.ehess und INSEE.

## Sehenswürdigkeiten
- Die kleine Kirche St. Laurentius (Église Saint-Laurent) hat einen für die Vôge typischen schiefergedeckten Turm. Die heutige Form der Kirche entstammt einer Rekonstruktion aus dem Jahr 1763.
- Wasserturm am Südrand des Dorfes

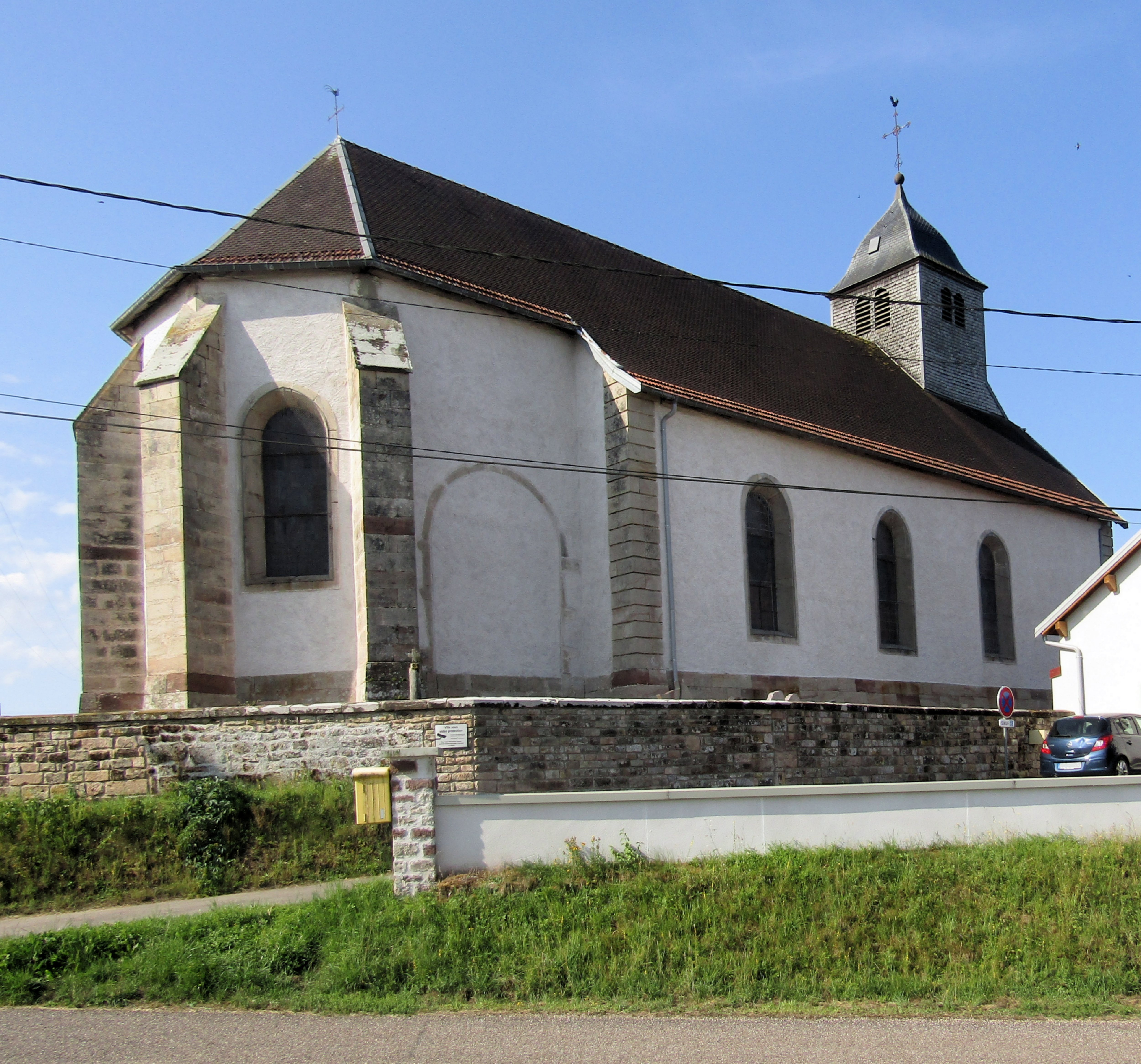
Kirche St. Laurentius
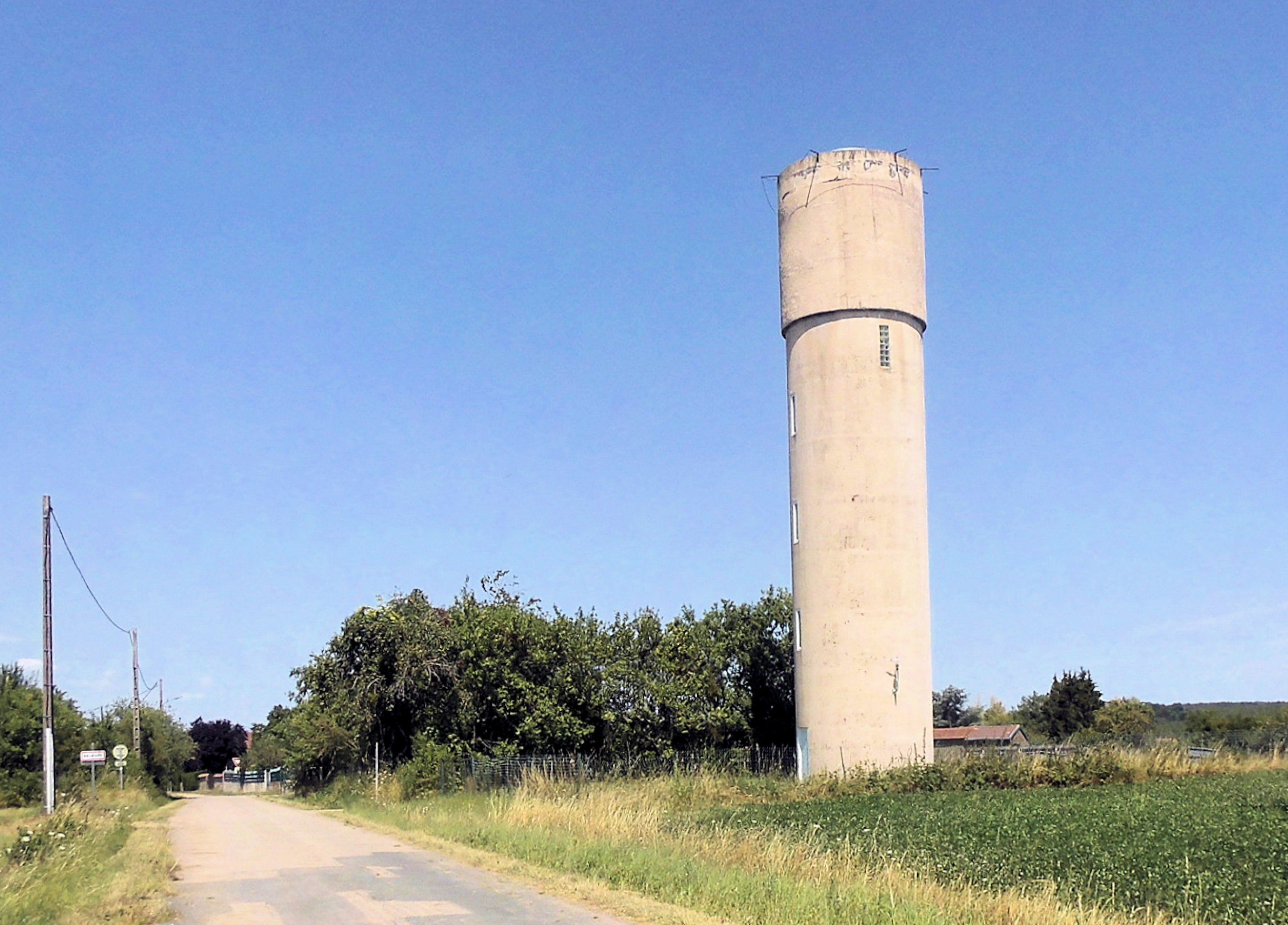
Wasserturm

## Wirtschaft und Infrastruktur
In der Gemeinde sind drei Landwirtschaftsbetriebe ansässig (Milchwirtschaft, Pferdezucht). Einige Bewohner pendeln in die nahen Kleinstadt Darney. Ein unweit der Saône gelegener Sandsteinbruch wurde längst aufgegeben, auch die alte Wassermühle ist seit Jahrzehnten außer Betrieb.
Belrupt liegt abseits der überregional bedeutsamen Verkehrswege. Nördlich der Gemeinde verläuft die Fernstraße D 460 von Épinal über Girancourt nach Darney. Weitere Straßenverbindungen führen von Belrupt nach Jésonville und Attigny. Der nächste Bahnhof befindet sich in der Kurstadt Vittel.

## Belege
1. ↑  Belrupt. (PDF) In: www.vosges-archives.com. Ehemals im Original (nicht mehr online verfügbar); abgerufen am 17. Oktober 2010 (französisch, seit 2012 nicht mehr abrufbar). (Seite nicht mehr abrufbar. Suche in Webarchiven)  Info: Der Link wurde automatisch als defekt markiert. Bitte prüfe den Link gemäß Anleitung und entferne dann diesen Hinweis.
2. ↑  Bahnlinie Jussey-Uxegney. In: www.transports-vosges.pagesperso-orange.fr. Archiviert vom Original (nicht mehr online verfügbar) am 12. April 2013; abgerufen am 31. Januar 2018 (französisch).
3. ↑  Belrupt auf cassini.ehess
4. ↑  Belrupt auf INSEE
5. ↑  Landwirtschaftsbetriebe auf annuaire-mairie.fr (französisch)